# Aabenhoren
Aabenhoren är en bergstopp i Schweiz. Den ligger i distriktet Interlaken-Oberhasli och kantonen Bern, i den centrala delen av landet, 60 km sydost om huvudstaden Bern. Toppen på Aabenhoren är 2 148 meter över havet.